# Ana Layevska
Ana Layevska, née Anna Laevskaya Rastsvetaevale, est une actrice mexicaine, d'origine russe, née le 10 janvier 1982 à Kiev, en Ukraine. Elle est principalement connue pour ses rôles dans des telenovelas.

## Biographie
Née de parents russes Sergei Laevski et Inna Rastsvetaeva, La famille d'Ana s'installe à Mexico quand elle n'avait que 9 ans. Elle parle le russe, l'espagnol et l'anglais. Elle s'est mariée avec l'acteur Rafael Amaya qu'elle a rencontré lors du tournage de la telenovela : Les deux visages d'Ana.
Ils ont divorcé par la suite.

## Filmographie

### Telenovelas
- 1997 : Alguna Vez Tendremos Alas – Rôle : la princesse
- 1998 : Preciosa
- 1999 : Amor Gitano – Rôle : Maria
- 2000 : Primer amor... a mil por hora – Rôle : Marina Iturriaga Camargo
- 2001 : El Juego de la vida – Rôle : Paulina De La Mora
- 2003 : Clap!... El lugar de tus sueños – Rôle : Valentina
- 2005 : La Madrastra – Rôle : Estrella San Román
- 2006 : Las Dos Caras de Ana – Rôle : Ana Escudero
- 2008 : Querida Enemiga – Rôle : Lorena De La Cruz
- 2010 : La fantasma de Elena – Rôle : Elena Giron
- 2011 : Mi corazón insiste – Rôle : Débora "La Deboradora" Noriega de Santacruz
- 2012 : Relaciones peligrosas – Rôle : Patricia "Patty" Milano
- 2013 : Dama y obrero – Rôle : Ignacia Santamaria
- 2016 : Sin rastro de ti – Rôle : Camila Borges

### Cinéma
- 2006 : Cansada de besar sapos – Rôle : Andi
- 2008 : Casi Divas – Rôle : Ximena
- 2008 : In the Time of the Butterflies – Rôle : Lina Lovaton

### Séries télévisées, téléfilms, autres
- 2001 : Primer Amor... Tres Años Después – Rôle : Marina Iturriaga Camargo
- 2002-2003 : Mujer, casos de la vida real – Rôle : Adela
- 2004 : Genesis 3:19 – Rôle : Lisa
- 2005 : Bailando por un sueno – Rôle : elle-même
- 2006 : Vecinos – Rôle : Sara
- 2019 : Yankee – Rôle : Agent Olivia Smith
- 2023 : Triada – Rôle : María Fernanda « Marifer » Solana